# Seznam kardinálů jmenovaných Piem XI.
Toto je seznam kardinálů jmenovaných Piem XI.:

## Konzistoř 11. prosince 1922
- Achille kardinál Locatelli – titulární arcibiskup soluňský
- Giovanni Vincenzo kardinál Bonzano – titulární arcibiskup melitenský
- Enrique kardinál Reig y Casanova – arcibiskup valencijské arcidiecéze
- Alexis-Armand kardinál Charost – arcibiskup renneské arcidiecéze
- Eugenio kardinál Tosi OSsCA – arcibiskup milánské arcidiecéze
- Stanislas-Arthur-Xavier kardinál Touchet – biskup orleánské diecéze
- Giuseppe kardinál Mori – sekretář Kongregace pro provádění a výklad
- Franziskus kardinál Ehrle SJ

## Konzistoř 23. května 1923
- Giovanni Battista kardinál Nasalli Rocca di Corneliano – arcibiskup boloňské arcidiecéze
- Luigi kardinál Sincero – sekretář Papežské rady pro autentický výklad Kodexu kanonického práva

## Konzistoř 20. prosince 1923
- Evaristo kardinál Lucidi – Sekretář Nejvyššího tribunálu Apoštolské signatury
- Aurelio kardinál Galli – Sekretář ?

## Konzistoř 24. března 1924
- George William kardinál Mundelein – arcibiskup Chicaga
- Patrick Joseph kardinál Hayes – arcibiskup New Yorku

## Konzistoř 30. března 1925
- Eustaquio kardinál Ilundain y Esteban – arcibiskup Sevilli
- Vicente kardinál Casanova y Marzol – arcibiskup Granady

## Konzistoř 14. prosince 1925
- Bonaventura kardinál Cerretti – titulární arcibiskup Korintu
- Enrico kardinál Gasparri – titulární arcibiskup Sebaste in Palæstina
- Patrick Joseph kardinál O'Donnell – arcibiskup Armaghu
- Alessandro kardinál Verde – Sekretář Kongregace pro bohoslužbu a svátosti

## Konzistoř 21. června 1926
- Luigi Capotosti – titulární arcibiskup Thermæ
- Carlo Perosi – Asesor Kongregace pro nauku víry

## Konzistoř 20. prosince 1926
- Lorenzo Lauri – titulární arcibiskup Efezu
- Giuseppe Gamba – arcibiskup Turína

## Konzistoř 20. června 1927
- Jozef-Ernest van Roey – arcibiskup Mechelenu
- August Hlond – arcibiskup Hnězdna-Poznaně

## Konzistoř 19. prosince 1927
- Alexis-Henri-Marie Lépicier – titulární arcibiskup Tarsusu
- Félix-Raymond-Marie Rouleau – arcibiskup Québecu
- Pedro Segura y Sáenz – arcibiskup Burgosu
- Charles-Henri-Joseph Binet – arcibiskup Besançonu
- Jusztinián György kardinál Serédi OSB – arcibiskup Ostřihomu

## Konzistoř 15. červenec 1929
- blahoslavený Alfredo Ildefonso kardinál Schuster OSB – arcibiskup Milána

## Konzistoř 16. prosince 1929
- Manuel Gonçalves Cerejeira – titulární arcibiskup Mytiléna
- Eugenio Pacelli – titulární arcibiskup Sardes poté papež Pius XII.
- Luigi Lavitrano – arcibiskup Palerma
- Carlo Dalmazio Minoretti – arcibiskup Janova
- Joseph MacRory – arcibiskup Armaghu
- Jean kardinál Verdier PSS – arcibiskup Paříže

## Konzistoř 30. června 1930
- Sebastião Leme da Silveira Cintra – arcibiskup São Sebastião do Rio de Janeiro
- Francesco Marchetti Selvaggiani – titulární arcibiskup Seleucie
- Raffaele Carlo kardinál Rossi OCD – titulární arcibiskup Soluně
- Giulio Serafini – Titulární biskup Lampsacusu
- Achille Liénart – Titulární biskup Lille

## Konzistoř 13. března 1933
- Angelo Maria Dolci – titulární arcibiskup Hierapolis in Syria
- Pietro Fumasoni Biondi – titulární arcibiskup Doclea
- Federico Tedeschini – titulární arcibiskup Naupactus in pectore
- Maurilio kardinál Fossati – arcibiskup Turína
- Carlo Salotti – titulární arcibiskup Philippopolis in Thracia in pectore
- Jean-Marie-Rodrigue kardinál Villeneuve OMI – arcibiskup Québecu
- Elia Dalla Costa – arcibiskup Florencie
- Theodor Innitzer – arcibiskup Vídně

## Konzistoř 16. prosince 1935
- Ignace Gabriel Tappouni – patriarcha Antiochije
- Enrico Sibilia – titulární arcibiskup Side
- Francesco Marmaggi – titulární arcibiskup Hardianopolis in Hæmimonto
- Luigi Maglione – titulární arcibiskup Cesarea in Palæstina
- Carlo Cremonesi – titulární arcibiskup Nikomédie
- Alfred-Henri-Marie kardinál Baudrillart – titulární arcibiskup Melitene
- Emmanuel-Célestin Suhard – arcibiskup Remeše
- Karel Kašpar – arcibiskup pražský
- Santiago Luis Copello – arcibiskup Buenos Aires
- Isidro Gomá y Tomás – arcibiskup Toleda
- Camillo Caccia Dominioni – Téhož dne protojáhnem Kolegia kardinálů
- Nicola Canali – Asesor Kongregace pro nauku víry
- Domenico Jorio – Sekretář Kongregace pro svátosti
- Vincenzo La Puma – Sekretář Kongregace pro zasvěcené
- Federico Cattani Amadori – Sekretář Nejvyššího tribunálu Apoštolské signatury
- Massimo Massimi – děkan Tribunálu Římské roty
- Domenico Mariani – Sekretář Správy Patrimony apoštolského stolce
- Pietro kardinál Boetto SJ – roku 1938 arcibiskup Genovy

## Konzistoř 15. června 1936
- Giovanni Mercati – Prefekt Vatikánské apoštolské knihovny
- Eugène-Gabriel-Gervais-Laurent Tisserant – Emeritní Pro-Prefekt Vatikánské apoštolské knihovny

## Konzistoř 13. prosince 1937
- Adeodato Giovanni kardinál Piazza OCD – patriarcha Benátek
- Ermenegildo Pellegrinetti – titulární arcibiskup Adany
- Arthur Hinsley – arcibiskup Westminsteru
- Giuseppe Pizzardo – titulární arcibiskup Nicæa
- Pierre-Marie Gerlier – arcibiskup Lyonu